# 福岡市立野多目小学校
福岡市立野多目小学校（ふくおかしりつ のためしょうがっこう）は、福岡県福岡市南区野多目二丁目にある公立小学校。

## 歴史
- 昭和56年（1981年） - 福岡市立三宅小学校（292名）・老司小学校（254名）より分離開校。

## 通学区域
南区野多目（4,5丁目については一部）、向新町、和田（1,2丁目）、老司（1丁目の一部）、若久（6丁目の一部）。
福岡市南区の中南部。校区は多くが住宅地で、東端に那珂川が流れる。学校は福岡外環状道路沿いに位置し、最寄りの西鉄バス停留所は野多目小学校前、野多目ランプ入口、向新町各停留所。

### 校区内の主な施設
- 国立病院機構九州がんセンター
- 福岡高速道路5号線野多目出入口

### 校区が隣接する小学校
- 福岡市立三宅小学校
- 福岡市立曰佐小学校
- 福岡市立弥永西小学校
- 福岡市立老司小学校
- 福岡市立東花畑小学校

### 中学校区
福岡市立三宅小学校とともに福岡市立三宅中学校の校区を構成している。

## 校歌
- 作詞：高良竹美
- 作曲：奥山晴美

## 著名出身者
- 山下舜平大 - 野球選手